# Trebče
Trebče (Duits: Trebitsch) is een plaats in Slovenië en maakt deel uit van de gemeente Bistrica ob Sotli in de NUTS-3-regio Savinjska. De plaats telde 231 inwoners op 1 januari 2020.